# GD Os Operários
Le Grupo Desportivo Os Operários est un club de football santoméen basé à Santo António (île de Principe).

## Palmarès
- Championnat de Sao Tomé-et-Principe :
  - Champion (5) : 1990, 1993, 1998, 2004, 2022

- Championnat de Principe :
  - Champion (4) : 1990, 1993, 1998, 2004, 2017, 2019, 2022

- Coupe de Sao Tomé-et-Principe :
  - Vainqueur (2) : 1992, 2003
  - Finaliste (1) : 1999